# Roger Milla
Albert Roger Mooh Miller (normalt bare kendt som Roger Milla) (født 20. maj 1952 i Yaoundé, Cameroun) er en tidligere camerounsk fodboldspiller, der igennem en over 30 år lang karriere spillede for adskillige klubber i både Afrika og Frankrig, men blev mest berømt som angriber på Camerouns landshold. Han blev i 2004 udvalgt til FIFA 100, en kåring af de 125 bedste nulevende fodboldspillere gennem historien, og blev også i både 1976 og 1990 kåret til Årets spiller i Afrika.

## Klubkarriere
Efter at have startet sin klubkarriere i forskellige camerounske klubber prøvede Milla i 1977 lykken i europæisk fodbold, hvor han skrev kontrakt med franske Valenciennes FC. Hans to-årige ophold i klubben blev startskud til en lang karriere i Frankrig, der også bragte ham til AS Monaco, SC Bastia, AS Saint-Étienne samt Montpellier HSC. Med både Monaco og Bastia vandt han den franske pokalturnering Coupe de France.
I 1989 rejste Milla tilbage til afrikansk fodbold, hvor han spillede de følgende fem år, inden han sluttede sin karriere af i Indonesien.

## Landshold
Milla nåede i løbet af sin karriere at spille hele 102 kampe og score 28 mål for Camerouns landshold, som repræsenterede holdet i årene mellem 1978 og 1994. Her førte han blandt andet holdet frem til sejr i African Nations Cup i både 1984 og 1988. 
Mest berømt er Milla dog for sin deltagen ved VM i 1990 i Italien, hvor han som en af turnerings stjerner førte Cameroun frem til kvartfinalen i en alder af hele 38 år. Han scorede fire mål i turneringen, og blev kendt for sine jubelscener, der involverede en dans omkring banens hjørneflag.
Ved VM i 1994 i USA blev Milla sensationelt indkaldt til den camerounske trup i en alder af 42 år. I gruppekampen mod Rusland scorede han det enlige camerounske mål i et stort nederlag. Dermed besidder han to imponerende rekorder i VM-historien, da han både er den ældste spiller til at score, og til at deltage ved en VM-slutrunde. Rekorden som ældste spiller ved en VM-slutrunde, blev dog overgået ved slutrunden i 2014 af Colombias 43-årige målmand Faryd Mondragón, der blev skiftet ind i en kamp mod Japan.

## Titler
Coupe de France
- 1980 med AS Monaco
- 1981 med SC Bastia

African Nations Cup
- 1984 og 1988 med Cameroun